# Catarratto bianco
Catarratto bianco – odmiana winorośli właściwej, najpopularniejsza odmiana o jasnej skórce we Włoszech. Poza nielicznymi wyjątkami uprawiana tylko na Sycylii. Duża część jest przerabiana na marsalę, koncentrat winny lub destylowana, lecz przy starannej obróbce daje dobre wina. Szczepy catarratto bianco comune i catarratto bianco lucido okazały się mieć różne fenotypy, ale są identyczne pod względem genetycznym, a różnice między nimi są efektem selekcji klonów.

## Charakterystyka
Odmiana była wzmiankowana już w 1696 roku, w dziele Hortus catholicus Cupaniego. 
Charakterystyka uprawowa catarratto bianco różni się między catarratto bianco comune i lucido. Klony lucido, o zbitych gronach są wrażliwe na mączniaka prawdziwego i szarą pleśń. Dojrzewa średniopóźno lub późno. Rośnie bujnie.
Catarratto bianco jest blisko spokrewnione z odmianą garganega. Grillo jest krzyżówką szczepów catarratto bianco i muscat of alexandria.

## Wino
Catarratto jest objęte licznymi apelacjami winiarskimi na Sycylii, gdzie wchodzi w skład zarówno win mieszanych z kilku odmian, jak i win jednoszczepowych, bazujących na odmianie. Podstawowa odmiana w apelacji DOC Alcamo, jedna z podstawowych m.in. w winach apelacji Contessa Entellina DOC i Etna DOC. Szczep jest używany do produkcji sycylijskiego wina deserowego marsala (Marsala DOC). Liczne wina są oferowane jako regionalne (indicazione geografica tipica).
Przez długi okres catarratto było jedynie surowcem do produkcji niewyróżniających się win. Część z nich była wykorzystywana jako wino bazowe do wermutów albo była destylowana. Na wzrost jakości win z catarratto mieli od lat 90. XX wieku wpływ kontraktowi winiarze (flying winemakers), zatrudniani przez miejscowych producentów.
Wina są zwykle wytrawne, lekko aromatyczne. Najlepsze egzemplarze są dobrze zbudowane, pachną owocami cytrusowymi, z posmakiem mineralnym lub orzechowym.

## Rozpowszechnienie
Odmiana jest jednym z podstawowych szczepów na Sycylii (46% winnic na wyspie), charakterystyczna dla zachodniej Sycylii: prowincje Trapani, Agrigento i Palermo.
We włoskim spisie z 1982 ujęto 59 815 ha obsadzonych catarratto bianco comune i 20 056 ha obsadzonych catarratto bianco lucido. W 2000 roku było to odpowiednio 43 247 ha i 7548 ha. W 2008 roku na Sycylii winnice obsadzone catarratto obejmowały 38 079 klonu comune i 3543 klonu lucido.
Catarratto zyskało pewną popularność w Kalifornii - między 1995 a 2003 areał upraw wzrósł z 1 do 70 akrów. W 2008 roku odmianę uprawiano na 80 ha (197 akrów).

## Synonimy
Winogrodnicy spod Etny używają określenia carricante na catarratto bianco (carricante jest inną odmianą). Używa się synonimów: cataratto bertolaro, cataratto bianco latino, cataratto bianco nostrale, cataratto,  carteddaro, catarrattedd, catarratto bertolare, catarratto bertolaro, catarratto bianco, catarratto bianco latino, catarratto bianco nostrale, catarratto carteddaro, catarratto corteddaro, cattaratto commune.